# Войвож (приток Чубъю)
Войвож (устар. Вой-Вож) — река в России, течет по территории Корткеросского района Республики Коми. Правая составляющая реки Чубъю. Образуется слиянием рек Ягчомшор и Раскасотчемъёль. Сливается с рекой Лунвож на высоте 112 м над уровнем моря. Длина реки составляет 12 км.

## Данные водного реестра
По данным государственного водного реестра России относится к Двинско-Печорскому бассейновому округу, водохозяйственный участок реки — Вычегда от истока до города Сыктывкар, речной подбассейн реки — Вычегда. Речной бассейн реки — Северная Двина.
Код объекта в государственном водном реестре — 03020200112103000017276.